# Pasireotida
La pasireotida, vendida bajo la marca Signifor, es un medicamento utilizado para tratar la enfermedad de Cushing y la acromegalia. Se utiliza en la enfermedad de Cushing cuando la cirugía no es eficaz, y en la acromegalia cuando ni la cirugía ni otra somatostatina son eficaces. Este medicamento se administra mediante inyección bajo la piel o en un músculo. 
Entre los efectos secundarios más frecuentes de este medicamento se incluyen hiperglucemia, diarrea, dolor abdominal, náuseas, cálculos biliares, reacciones en el lugar de la inyección y cansancio. Otros efectos secundarios pueden ser niveles bajos de cortisol, frecuencia cardiaca lenta y problemas hepáticos. Se trata de un análogo de la somatostatina que bloquea la liberación de la hormona del crecimiento y el cortisol.  
Este medicamento fue aprobada en Europa y Estados Unidos en 2012. En el Reino Unido cuesta al NHS entre 2.300 y 3.200 libras al mes a partir de 2021. En Estados Unidos esta cantidad cuesta unos 15.300 dólares estadounidenses . 